# SCC/AM
I Servizi di Coordinamento e Controllo dell'Aeronautica Militare (SCC/AM) sono organismi operanti in Italia, istituiti con il Decreto Interministeriale Difesa/Trasporti del 22 maggio 1982, in attuazione dell'articolo 8 del DPR 484/81.
Gli SCC/AM operano presso ciascun centro di controllo d'area di (Milano, Roma, Padova e Brindisi) di ENAV e, nell'ambito delle FIR italiane, assolvono i seguenti compiti:
- coordinare l'attraversamento e l'occupazione degli spazi aerei controllati da parte di voli operativi militari;
- esercitare il controllo del traffico aereo operativo militare fuori dagli spazi aerei controllati dal servizio di controllo del traffico aereo generale o all'interno di spazi aerei controllati temporaneamente riservati alle attività operative.